# 퍼펙트 데이즈
"퍼펙트 데이즈"(영어: Perfect Days)는 2023년 개봉한 드라마 영화로, 빔 벤더스가 감독을 맡았다. 제76회(2023년) 칸 영화제 황금종려상 경쟁후보작이다.

## 출연

### 주연
- 야쿠쇼 코지 : 히라야마 역
- 에모토 토키오 : 타카시 역

### 조연
- 아소 유미 : 케이코 역
- 이시카와 사유리 : 마마 역
- 타나카 민 : 홈리스 역
- 미우라 토모카즈 : 토모야마 역
- 미즈마 론
- 후카자와 아츠시
- 타무라 타이지로 : 레귤라 역
- 코모토 마사히로 : 술집 주인 역
- 마츠이 다이고
- 타카하시 나오
- 사이토 나리
- 오오시타 히로토
- 켄 나오코
- 나가이 미지카
- 마키구치 모토미
- 이누야마 이누코
- 모로 모로오카
- 아가타 모리오
- 카타기리 하이리
- 세리자와 타테토
- 마츠카네 요네코
- 안도 타마에

## 기타
- 빔 벤더스 감독의 '서브머전스'(2017) 개봉 이후 6년 만에 장편 극영화 복귀작이다.